# São Gonçalo do Amarante (Ceará)
São Gonçalo do Amarante es un municipio brasileño del estado del Ceará y perteneciente a la Región metropolitana de Fortaleza.
Municipio situado en el Estado del Ceará, Región Metropolitana de Fortaleza, distante 55 km de la capital, acceso por las Carreteras: BR-222/CE-423 o por la carretera CE-085. Región rica en lagunas, playas y dunas, con temperatura media de 27 °C.
Su primer nombre fue Anacetaba, en alusión a los indios Anacés, que habitaban la región, hasta llegar a la nomenclatura de São Gonçalo do Amarante, que es un homenaje al Patrono de la Ciudad.
El origen de la Danza de São Gonçalo proviene de Portugal. Era antiguamente realizada en el interior de las iglesias de São Gonçalo, festejado el 10 de enero, fecha de su muerte en 1259. Realizada en Portugal desde el Siglo XIII, llegó al Brasil a principios del Siglo XVIII, con los fieles del Santo de Amarante.